# Symploce yayeyamana
Symploce yayeyamana är en kackerlacksart som beskrevs av Asahina 1979. Symploce yayeyamana ingår i släktet Symploce och familjen småkackerlackor. Inga underarter finns listade i Catalogue of Life.